# 西宮町 (名古屋市)
西宮町（にしのみやちょう）は、愛知県名古屋市中川区の地名。

## 歴史

### 町名の由来
西宮神社に由来するという。

### 沿革
- 1930年（昭和5年）3月10日 - 中区露橋町の一部により、同区西宮町が成立[3]。
- 1937年（昭和12年）10月1日 - 中村区に編入され、同区西宮町となる[3]。
- 1944年（昭和19年）2月11日 - 中川区に編入され、同区西宮町となる[3]。
- 1981年（昭和56年）9月6日 - 全域が中川区露橋一丁目に編入され消滅[3]。